# Óriásfarkú halak
Az óriásfarkú halak (Gigantura) a sugarasúszójú halak (Actinopterygii) osztályának Aulopiformes rendjébe, ezen belül a Giganturidae családjába tartozó egyetlen nem.

## Tudnivalók
Az óriásfarkú halak mélytengeri lények, amelyek minden trópusi és szubtrópusi óceánban megtalálhatóak; általában 200-2000 méteres mélységek között. Fajtól függően e halak hossza 15,6-20,3 centiméter között mozog. Ezek a halak a nevüket az igen hosszú farokúszó alsó nyúlványáról kapták.

## Rendszerezés
A nembe az alábbi 2 faj tartozik:
- Gigantura chuni Brauer, 1901
- Gigantura indica Brauer, 1901